# Charles King (profesor)
Charles King (Estados unidos, 1967) es profesor de Relaciones Internacionales y Gobierno en la Universidad de Georgetown, donde anteriormente fue director de la facultad de la Edmund A. Walsh School of Foreign Service.

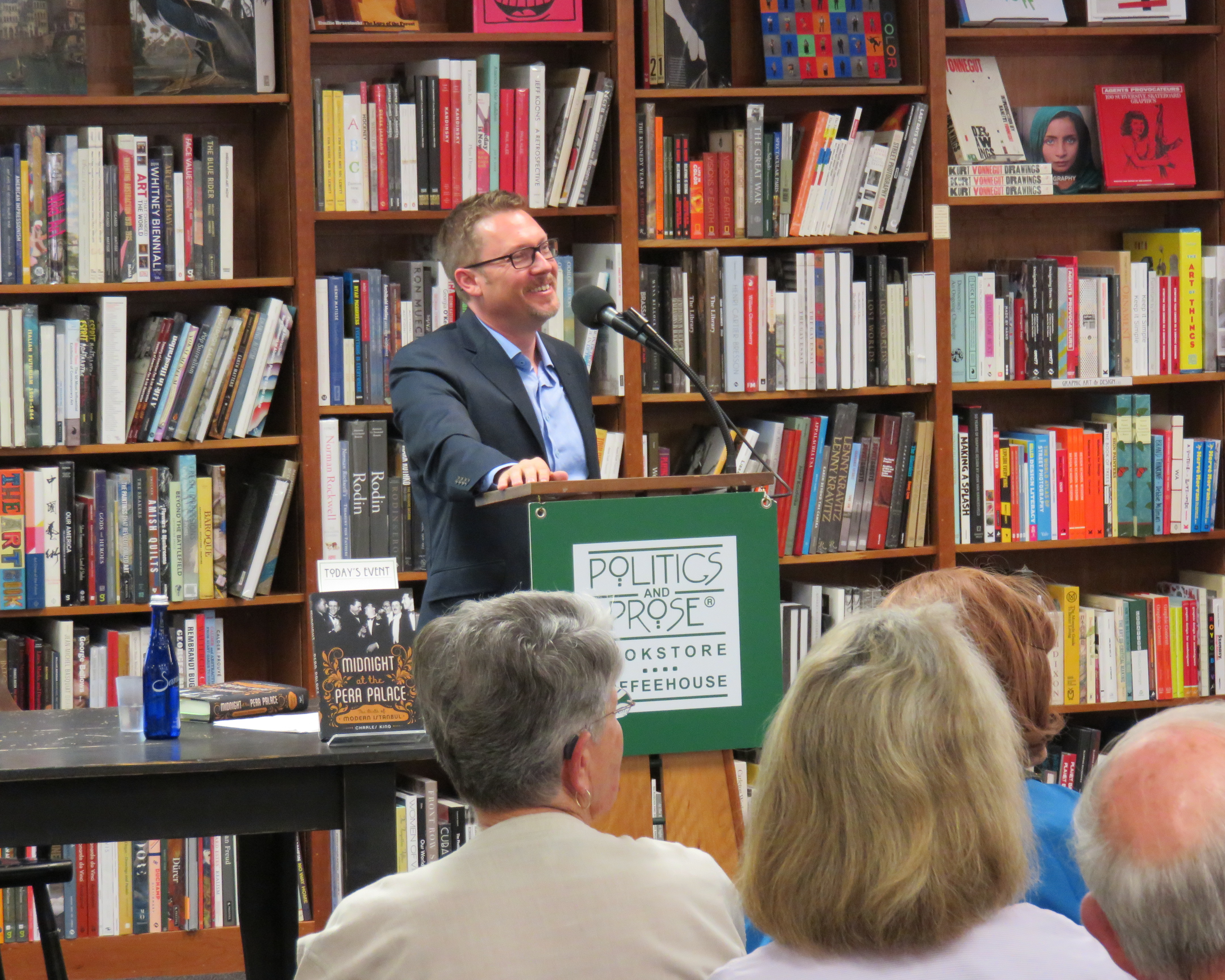
Georgetown Charles King, Profesor universitario que habla en su Medianoche de libro en el Palacio Pera: El Nacimiento de Estambul Moderno (2014) en Políticas y libro de Prosa, Washington D. C., 21 de septiembre de 2014

## Educación
King fue becario Marshall y después becario del programa Fulbright, está graduado en historia y en filosofía, ambos con summa cum laude por la Universidad de Arkansas. Realizó un máster en ruso y estudios europeos del este y un máster en políticas en Oxford Universidad. Es miembro de la sociedad Phi Beta Kappa.
En julio de 2021, King escribió un artículo sobre la polémica suscitada por la estatua del senador J. William Fulbright en la Universidad de Arkansas que finalmente decidió respaldar el plan para mantener la estatua de Fulbright en el campus universitario.

## Trayectoria
En la Universidad Georgetown, King es profesor de cursos en política comparada, estudios europeos del este, y asuntos internacionales. Ha recibido tres veces premios por sus enseñanzas en la Universidad Georgetown. Con anterioridad a su docencia en la facultad de la Universidad Georgetown en 1996,  fue investigador junior en Universidad Nueva, Oxford Universidad, e investigador asociado en el Instituto Internacional para Estudios Estratégicos en Londres. King ha aparecido en medios de comunicación de CNN y BBC en el Canal de Historia y MTV. También tiene publicados artículos y ensayos en Política Mundial, Seguridad Internacional, Revisión eslava, Asuntos Exteriores, y otras publicaciones académicas y populares.
King es autor  de libros múltiples, incluyendo, Odessa: genio y muerte en una ciudad de sueños (W. W. Norton, 2011), Política extrema: nacionalismo, violencia, y el Fin de Europa Oriental (Oxford Prensa Universitaria, 2010), El fantasma de la libertad: una historia del Cáucaso (Oxford Prensa Universitaria, 2008), El Mar Negro: una historia (Oxford Prensa Universitaria, 2004), y Los Moldavos: Rumanía, Rusia, y la Política de Cultura (Hoover Institución, 2000). 
El libro de King, Medianoche en el Palacio Pera: el nacimiento de Estambul moderno (W.W. Norton, 2014) recibió una crítica positiva por Jason Goodwin en la Reseña de libros de New York Times. King ganó el Francis Parkman Premio para su libro de 2019 Dioses del aire superior: Cómo un círculo de  Antropólogos Renegados  reinventó la raza, el sexo, y el género en el siglo veinte.

## Obra seleccionada
- 1997 Acabando Guerras Civiles
- 1998 Naciones en el extranjero: Política de diáspora y relaciones internacionales en la Unión Soviética, coeditor,
- 1998 Correo-soviético Moldova: una frontera en transición,
- 1999 Los Moldavos: Rumanía, Rusia, y la política de cultura,
- 2004 El Mar Negro: una Historia,
- 2008 El fantasma de libertad: una historia del Cáucaso,
- 2010 Política extrema: nacionalismo, violencia, y el fin de Europa Oriental,
- 2011 Odessa: genio y muerte en una ciudad de sueños
- 2014 Medianoche en el Palacio Pera: el nacimiento de Estambul moderno
- 2019 Dioses del aire superior: Cómo un círculo de antropólogos renegados reinventó la raza, el sexo, y el género en el siglo XX.

## Premios
- 2011: Premio de Libro judío Nacional en Escribir, basado en material archivístico para Odessa: genio y muerte en una ciudad de sueños[6]
- 2020: Premio Francis Parkman[7] y Premio Anisfield-Wolf[8] para Dioses del aire superior: cómo un círculo de Antropólogos renegados reinventó la raza, sexo, y género en el siglo XX